# Ctenitis chingii
Ctenitis chingii là một loài thực vật có mạch trong họ Dryopteridaceae. Loài này được Z.Y. Liu & J.I. Chang miêu tả khoa học đầu tiên năm 1984.